# Ciclism la Jocurile Olimpice de vară din 2020 - Cursa feminină BMX
Cursa ciclistă de BMX feminin de la Jocurile Olimpice de vară din 2020 a avut loc în perioada 29-30 iulie 2021 pe Ariake Urban Sports Park,Tokyo.

## Program
Orele sunt ora Japoniei (UTC+9) 
| Data                  | Timp  | Etapă              |
| --------------------- | ----- | ------------------ |
| Joi, 29 iulie 2021    | 10:00 | Sferturi de finală |
| Vineri, 30 iulie 2021 | 10:00 | Semifinale Finala  |

## Rezultate

### Sferturi de finală
Surse:

#### Seria 1
| Loc | Nr  | Sportivă                       | 1a cursă     | A 2-a cursă | A 3-a cursă  | Total | Note |
| --- | --- | ------------------------------ | ------------ | ----------- | ------------ | ----- | ---- |
| 1   | 100 | Mariana Pajón (COL)            | 45,659 (1)   | 45,576 (1)  | 46,118 (1)   | 3     | C    |
| 2   | 210 | Simone Christensen (DEN)       | 46,299 (3)   | 45,576 (2)  | 46,542 (2)   | 7     | C    |
| 3   | 22  | Merel Smulders (NED)           | 46,106 (2)   | 48,049 (3)  | 48,751 (5)   | 10    | C    |
| 4   | 91  | Elke Vanhoof (BEL)             | 46,939 (4)   | 49,360 (5)  | 47,190 (3)   | 12    | C    |
| 5   | 215 | Payton Ridenour (USA)          | 48,434 (5)   | 48,156 (4)  | 47,393 (4)   | 13    |      |
| 6   | 213 | Chutikan Kitwanitsathian (THA) | 1:00,717 (6) | 59,502 (6)  | 1:00,786 (6) | 18    |      |

#### Seria 2
| Loc | Nr  | Sportivă                 | 1a cursă   | A 2-a cursă | A 3-a cursă | Total | Note |
| --- | --- | ------------------------ | ---------- | ----------- | ----------- | ----- | ---- |
| 1   | 110 | Laura Smulders (NED)     | 44,907 (2) | 45,381 (1)  | 45,572 (1)  | 4     | C    |
| 2   | 6   | Felicia Stancil (USA)    | 44,412 (1) | 46,772 (2)  | 46,277 (2)  | 5     | C    |
| 3   | 3   | Axelle Étienne (FRA)     | 45,270 (3) | 47,405 (3)  | 47,524 (3)  | 9     | C    |
| 4   | 155 | Drew Mechielsen (CAN)    | 47,393 (4) | 48,246 (4)  | 49,128 (5)  | 13    | C    |
| 5   | 41  | Natalia Suvorova (COR)   | 48,318 (5) | 49,120 (5)  | 48,266 (4)  | 14    |      |
| 6   | 93  | Priscilla Carnaval (BRA) | 48,740 (6) | 51,336 (6)  | 51,626 (6)  | 18    |      |

#### Seria 3
| Loc | Nr  | Sportivă               | 1a cursă   | A 2-a cursă | A 3-a cursă | Total | Note |
| --- | --- | ---------------------- | ---------- | ----------- | ----------- | ----- | ---- |
| 1   | 911 | Beth Shriever (GBR)    | 45,268 (1) | 44,660 (1)  | 44,924 (3)  | 5     | C    |
| 2   | 209 | Zoe Claessens (SUI)    | 45,622 (2) | 45,429 (3)  | 44,711 (2)  | 7     | C    |
| 3   | 21  | Lauren Reynolds (AUS)  | 46,030 (3) | 45,384 (2)  | 45,454 (4)  | 8     | C    |
| 4   | 88  | Saya Sakakibara (AUS)  | 58,446 (6) | 45,597 (4)  | 44,690 (1)  | 11    | C    |
| 5   | 971 | Manon Valentino (FRA)  | 48,549 (5) | 46,945 (5)  | 47,091 (5)  | 15    |      |
| 6   | 212 | Vineta Pētersone (LAT) | 48,043 (4) | 47,875 (6)  | 47,321 (6)  | 16    |      |

#### Seria 4
| Loc | Nr  | Sportivă               | 1a cursă     | A 2-a cursă | A 3-a cursă | Total | Note |
| --- | --- | ---------------------- | ------------ | ----------- | ----------- | ----- | ---- |
| 1   | 1   | Alise Willoughby (USA) | 46,703 (1)   | 47,741 (1)  | 45,410 (1)  | 3     | C    |
| 2   | 4   | Judy Baauw (NED)       | 49,797 (2)   | 48,220 (2)  | 47,503 (3)  | 7     | C    |
| 3   | 308 | Rebecca Petch (NZL)    | 2:01,322 (5) | 48,508 (3)  | 46,823 (2)  | 10    | C    |
| 4   | 116 | Natalia Afremova (COR) | 54,821 (4)   | 49,100 (4)  | 47,807 (4)  | 12    | C    |
| 5   | 156 | Doménica Azuero (ECU)  | 51,239 (3)   | 54,593 (5)  | 49,979 (5)  | 13    |      |
| 6   | 85  | Sae Hatakeyama (JPN)   | NT (6)       | NS (8)      | NS (8)      | 22    |      |

### Semifinale
Surse:

#### Semifinala 1
| Loc | Nr  | Sportiv                | 1a cursă     | A 2-a cursă | A 3-a cursă  | Total | Note |
| --- | --- | ---------------------- | ------------ | ----------- | ------------ | ----- | ---- |
| 1   | 6   | Felicia Stancil (USA)  | 46,731 (2)   | 45,686 (4)  | 45,855 (1)   | 7     | C    |
| 2   | 100 | Mariana Pajón (COL)    | 46,167 (1)   | 45,052 (2)  | 48,666 (5)   | 8     | C    |
| 3   | 22  | Merel Smulders (NED)   | 48,076 (6)   | 45,950 (5)  | 47,212 (3)   | 14    | C    |
| 4   | 155 | Drew Mechielsen (CAN)  | 47,365 (3)   | 46,704 (7)  | 47,366 (4)   | 14    | C    |
| 5   | 88  | Saya Sakakibara (AUS)  | 47,618 (5)   | 44,927 (1)  | NT (8)       | 14    |      |
| 6   | 308 | Rebecca Petch (NZL)    | 47,597 (4)   | 46,095 (6)  | 50,761 (6)   | 16    |      |
| 7   | 209 | Zoe Claessens (SUI)    | 1:05,583 (7) | 47,149 (8)  | 46,224 (2)   | 17    |      |
| 8   | 1   | Alise Willoughby (USA) | NT (8)       | 45,201 (3)  | 1:37,566 (7) | 18    |      |

#### Semifinala 2
| Loc | Nr  | Sportiv                  | 1a cursă     | A 2-a cursă | A 3-a cursă | Total | Note |
| --- | --- | ------------------------ | ------------ | ----------- | ----------- | ----- | ---- |
| 1   | 911 | Beth Shriever (GBR)      | 45,687 (1)   | 45,155 (1)  | 44,807 (1)  | 3     | C    |
| 2   | 210 | Simone Christensen (DEN) | 46,659 (2)   | 45,751 (4)  | 45,358 (4)  | 10    | C    |
| 3   | 3   | Axelle Étienne (FRA)     | 58,865 (6)   | 45,645 (3)  | 45,095 (2)  | 11    | C    |
| 4   | 21  | Lauren Reynolds (AUS)    | 1:09,159 (7) | 45,497 (2)  | 45,317 (3)  | 12    | C    |
| 5   | 116 | Natalia Afremova         | 49,337 (4)   | 46,479 (5)  | 46,633 (6)  | 15    |      |
| 6   | 91  | Elke Vanhoof (BEL)       | 49,254 (3)   | 46,744 (6)  | 47,223 (7)  | 16    |      |
| 7   | 4   | Judy Baauw (NED)         | 58,806 (5)   | 47,387 (7)  | 45,487 (5)  | 17    |      |
| 8   | 110 | Laura Smulders (NED)     | NT (8)       | 56,676 (8)  | 49,580 (8)  | 24    |      |

### Finala
Surse:
| Loc | Nr  | Sportivă                 | Timp   |
| --- | --- | ------------------------ | ------ |
| 1   | 911 | Beth Shriever (GBR)      | 44,358 |
| 2   | 100 | Mariana Pajón (COL)      | 44,448 |
| 3   | 22  | Merel Smulders (NED)     | 44,721 |
| 4   | 6   | Felicia Stancil (USA)    | 45,131 |
| 5   | 21  | Lauren Reynolds (AUS)    | 45,401 |
| 6   | 210 | Simone Christensen (DEN) | 45,582 |
| 7   | 3   | Axelle Étienne (FRA)     | 45,853 |
| 8   | 155 | Drew Mechielsen (CAN)    | 46,883 |